# Yeavering

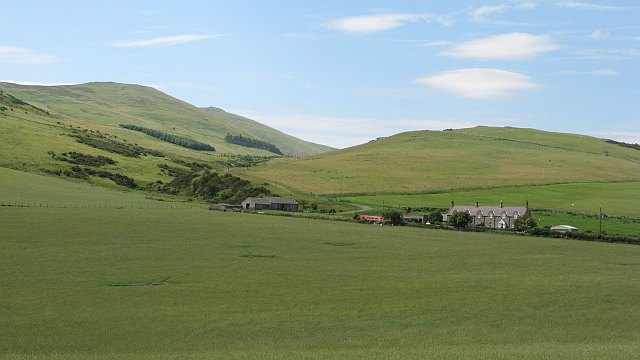
Yeavering

Yeavering è una piccola borgata, situata all'angolo nord-orientale della parrocchia civile di Kirknewton, nel nord della contea del Northumberland, lungo il corso del fiume 
Glen
Il sito ospita i resti di un importante insediamento anglosassone, interpretato come una delle sedi regali del regno di Bernicia nel VII secolo, da identificare come la "villa regia" del re Edwin citata come Ad Gefrin per l'anno 627 nella Historia ecclesiastica gentis Anglorum di Beda il Venerabile.
Attività umane sono documentate nei pressi nel corso del Mesolitico, del Neolitico e dell'età del bronzo e nell'età del ferro fu costruita sulla Yeavering Bell una sito fortificato d'altura (hillfort) che sembra essere stato un importante insediamento del periodo.

## Territorio
Yeavering è situata all'estremità occidentale della valle di Glendale, formata dal fiume Glen, dove le colline Cheviots digradano nella valle del fiume Tweed. 
L'elemento più caratteristico del paesaggio è la collina a due cime della Yeavering Bell (361 m di altitudine), dove si insediò nell'età del ferro una fortezza d'altura. A nord di questa elevazione si trova una terrazza (72 m di altitudine), usualmente descritta come "a dorso di balena", dove si trova l'insediamento anglosassone. 
La terrazza è attraversata dal fiume Glen, che vi ha scavato un canale relativamente stretto, che scende a 50 m di altitudine. Il fiume Glen aveva reso parecchie delle aree che circondavano la terrazza acquitrinose o paludose, e dunque inadatte all'insediamento umano, ma i moderni sistemi di drenaggio hanno in gran parte eliminato il problema, lasciando solo alcune zone paludose a nord e ad est della terrazza.
Nella zona soffiano forti venti persistenti da ovest o da sud-ovest, che spesso raggiungono il livello 8 (burrasca), e talvolta il livello 12 (uragano) nella scala di Beaufort.

## Resti preistorici e romani

### Mesolitico, Neolitico ed età del bronzo
Il ritrovamento di alcuni microliti testimonia nel Mesolitico la presenza nella valle del Glen la presenza di popolazioni di cacciatori e raccoglitori.
Nella valle del Glen sono stati individuati anche tombe a cremazione e pozzi rituali riferibili a insediamenti stabili di agricoltori del Neolitico e dell'età del bronzo.

### Età del ferro ed epoca romana
Nell'età del ferro sulla collina di Yeavering Bell fu costruita una fortezza d'altura, la più grande del suo genere nel Northumberland. La fortezza era costituita da un muro di pietre a secco che circondava entrambe le cime della collina. Sono state rinvenute le tracce di oltre cento "case rotonde", che dovevano ospitare una numerosa popolazione, probabilmente appartenente ai Votadini.
Le case continuarono probabilmente ad essere occupate anche durante il periodo romano (dall'occupazione nel I secolo all'abbandono nel 410) ed hanno restituito oggetti romano-britanni, tra cui due monete e diversi frammenti di terra sigillata.
È stato ipotizzato che 'insediamento della Yeavering Bell fosse divenuto nel I secolo uno dei principali centri politici tribali o sub-tribale della regione tra i fiumi Tyne e Tweed, nella quale non è stato rinvenuto alcun altro monumento paragonabile per carattere e dimensioni).

## Insediamento alto-medievale
Sul sito sono state rinvenute le tracce di diversi edifici in legno, che furono costruiti e/o ricostruiti in varie fasi:
- un grande recinto circolare a palizzata lignea sul margine orientale della terrazza, più volte ricostruito ("grande recinto");
- una serie di grandi sale rettangolari immediatamente ad ovest del "grande recinto" (area A) con grandi trincee di fondazione, in alcuni casi di più di 2 m di profondità, quattro dei quali (A2, A4, A3a e A3b) avevano superfici di circa 300 m;
- una struttura, ad ovest delle sale grandi dell'area A e al centro del sito (edificio E);
- altri due gruppi di edifici rettangolari più piccoli, situati all'estremità ovest del sito (area D) e verso nord (area C);
- cimiteri a inumazione situati alle estremità est e ovest del sito, comprendenti alcune tombe collocate all'interno di preesistenti monumenti sepolcrali preistorici (fossati ad anello est e ovest); vi è associato anche un edificio rettangolare (edificio B).

### Singoli edifici
- A1[10]: 
  - prima fase: semplice sala rettangolare, priva di annessi e con una porta su ciascun lato, distrutta da un incendio;
  - seconda fase: sala grande ricostruita più robusta e con una tecnica e più precisa e con l'aggiunta di annessi sui lati est ed ovest. Si suppone che le pareti fossero spalmate con terra (tecnica tipo torchis), di nuovo distrutta da un incendio;
  - terza fase: sala grande nuovamente ricostruita, questa volta con un solo annesso sul lato est.

- A2[11]:  sala grande con divisori a palizzata che creavano due anticamere alle due estremità, fu a un certo punto volontariamente demolita; era stata costruita sopra una tomba a pozzo preistorica[12];

- A3[13]: nelle sue due fasi ancora una sala grande, versione di maggiori dimensioni e più elaborata della seconda fase dell'edificio A1. Fu ricostruita dopo un incendio e successivamente subì ancora alcune riparazioni.
- A4[14]: simile ad A2 per molti aspetti, ma con solo un divisorio alla sua estremità orientale;
- A5[15]: sala rettangolare di dimensioni inferiori, con una porta su ciascun lato;
- A6 e A7, più antichi di A5, avevano le stesse dimensioni[16].

- B[17]: altra sala grande, con un annesso sul lato occidentale.

- C1[18]: pozzo rettangolare, bruciato in un incendio.

- C2[19]: altra costruzione rettangolare come quelle già viste, con quattro porte, ma a differenza delle sale analoghe non mostrava alcuna evidenza di una distruzione per incendio.

- C3[20]: costruzione rettangolare, più grande della precedente e con una doppia fila di buchi di palo esterni.

- C4[21]: costruzione rettangolare leggermente più grande, ricostruito dopo essere stato distrutto probabilmente da un incendio.

- D1[22]: sala rettangolare con errori di costruzione:
  - prima fase: a pianta più romboidale che rettangolare; poco dopo la sua costruzione crollò o fu volontariamente demolito;
  - seconda fase: ricostruzione anch'esso con problemi strutturali (muri poco stabili).

- D2[23]: 
  - prima fase: contrapposto e allineato precisamente con D1 e molto simile ad esso. Fu ad un certo punto demolito per essere rimpiazzato;
  - seconda fase con edificio ricostruito più massiccio ed elaborato.. A supporto di tale ipotesi il fatto che nell'edificio non sia stato ritrovato alcun oggetto di quelli normalmente associati con la vita domestica, mentre un grande pozzo era riempito con ossa di animali, in maggioranza crani di buoi; una serie di ossa di bestiame furono impilate lungo una sola parete.

- E[24]: nove trincee di fondazione concentriche con buchi di palo di profondità e larghezza diversi, in una pianta a cuneo; ricostruito come un'area con file di sedili che fronteggiavano una piattaforma dove doveva trovarsi un trono.

### Caratteristiche costruttive
Hope-Taylor distingue per la tecnica e le caratteristiche costruttive uno primo stile "con pali e pannelli" (stile I: edifici A5, A6, A7 e D6), e altri due che stili che si susseguono (stile II: edifici D1a, D1b e D2a; stile III: inizia con l'edificio A2) caratterizzati da maggiore solidità e con muri costituiti da pali a sezione quadrata, tagliati accuratamente nella misura standard di 140 mm, affiancati in verticale l'uno all'altro. 
Le pareti della prima fase di A1 erano in assi di legno spesse dai 5,5 ai 6 pollici (dai 14 ai 15 cm circa), inserite in trincee profonde dai 36 ai 42 pollici (dai 91 ai 107 cm circa). Le sali grandi dell'area A ebbero grandi trincee di fondazione, in alcuni casi di più di 2 m di profondità

### Sepolture
Una tomba anglosassone, datata all'inizio del VII secolo, (tomba AX) è stata rinvenuta tra gli edifici dell'insediamento. Conteneva il corpo di un adulto sepolto con allineamento est-ovest, con i resti ossidati di oggetti metallici e il cranio di una capra, deposto rivolto verso est. Uno degli oggetti metallici, un bastone in legno rivestito di bronzo lungo 7 piedi (circa 2 m) doveva essere l'asta di uno stendardo usato per scopi cerimoniali.
Altre tombe sono state identificate all'estremità orientale del sito: questo cimitero ha avuto un uso relativamente lungo, distinto in cinque fasi separate. Tra le sepolture è presente quella di un bambino, sistemato in posizione fetale. Il corpo occupava solo metà della superficie della tomba, mentre sull'altra metà fu collocato il dente di una mucca.
I due monumenti funebri preistorici preesistenti, i fossati circolari est ed ovest, furono anch'essi riutilizzati: il centro di ciascuno di essi fu segnalato con un palo e le tombe furono scavate nell'area circostante.

### Uso degli edifici
Il "grande recinto" all'estremità orientale del sito sarebbe un recinto per animali o un luogo di riunione. Nella sua fase più elaborata assunse la forma di una palizzata doppia, ma si era sviluppato attraverso una serie di palizzate costruite secondo le tradizioni locali: la sua prima fase costituisce l'elemento più antico del sito in epoca anglosassone.
Le imponenti sale grandi rettangolari dell'"area A", immediatamente ad ovest del grande recinto, erano lunghe due volte la larghezza e sistemate come un unico grande ambiente, oppure con piccoli ambienti secondari separati da un divisorio ad una o ad entrambe le estremità. Quattro di esse (A2, A4, A3a e A3b) avevano una superficie di circa 300 m. Negli esempi più tardi (A3a e A3b) sono presenti degli annessi alle estremità e lo spazio interno inizia ad essere suddiviso in più ambienti. Queste sali sono simili a quelle che aveva in mente l'autore del poema epico Beowulf, descrivendo la reggia di Heorot del leggendario re danese Hroðgar e collocata agli inizi del VI secolo.
L'edificio E è stato interpretato come un auditorium che poteva ospitare circa 300 persone. In nessuna delle località della Britannia postromana si è mai osservata una struttura simile e Hope-Taylor suggerisce che il suo modello derivasse dal mondo romano e che si trattasse di una traduzione in legno, il normale materiale di costruzione per l'Europa germanica, dell'architettura di un teatro romano, con la pianta a cuneo che rappresenta un settore della cavea semicircolare. L'influsso romano o l'evocazione di forme romane era evidente anche dalla rifinitura eseguita sulle superfici esterne dei muri delle sale principali.
Infine, l'edificio D2, del gruppo situato all'estremità occidentale del sito, è stato interpretato come un tempio o sacello dedicato ad uno o più dei pagani anglosassoni, unico esempio di un tale edificio rinvenuto finora dagli archeologi in Inghilterra. 
Alcune sepolture sono sicuramente di tradizione pagana, ma il racconto di Beda testimonia di una conversione massiccia al Cristianesimo nel 627: è stato suggerito dunque che la ricostruzione presunto tempio o sacello D2 (con D2b ricostruito al posto di D2a) rappresentasse una sua "cristianizzazione" dopo la conversione, secondo le raccomandazioni date da papa Gregorio I. 
L'edificio B, associato con il cimitero, era inizialmente stato interpretato come una chiesa, ma il fatto che i cimiteri non fossero stati associati alle chiese prima del IX secolo ha indotto a suggerire invece che si trattasse di un ambiente destinato alla preparazione dei morti.

### Identificazione e cronologia
Nella sua Historia ecclesiastica gentis Anglorum (completata intorno al 731), Beda il Venerabile (680-735) racconta come nell'anno 627 Paolino di York avesse accompagnato il re di Bernicia Edwin, poco dopo la sua conversione al Cristianesimo, e la regina Æthelburg, figlia del re del Kent, nella villa reale (villa regia) Ad Gefrin, dove Paolino per 36 giorni predicò e battezzò i convertiti nel fiume Glen. Beda ci informa anche che sotto i successori di Edwin la città venne abbandonata e sostituita da un'altra nel luogo chiamato Melmin.
Secondo Hope-Taylor la Ad Gefrin di Beda è sicuramente da identificarsi con il sito anglosassone scavato a Yeavering. Il toponimo di Gegrin, in britannico "collina delle capre", sopravvive nel moderno Yeavering.
La cronologia degli elementi scavati non è stata stabilita con sicurezza: sono infatti stati rinvenuti solo pochi oggetti sicuramente databili (una fibbia di cintura del 570/80-630/40 e una moneta del 630/40) e non sono possibili datazioni al radiocarbonio. Dai collegamenti stratigrafici Hope-Taylor ha ricostruito una sequenza cronologica relativa per l'area A e per il grande recinto, mentre le altre aree sono state inquadrate in questo schema in base ad affinità di stile costruttivo. Una distruzione dovuta ad un incendio che ha coinvolto la grande sala A4, l'auditorium e altri edifici è stata ipoteticamente attribuita ad un attacco seguito alla morte del re Edwin nel 633, mentre un incendio successivo è stato riferito ad un attacco del re Penda di Mercia, vissuto intorno alla metà del VII secolo. Non ci sono tuttavia conferme nelle fonti scritte che Yeavering fosse stata saccheggiata nel 633 o intorno al 650.
La successione l'una all'altra delle quattro sale grandi dell'area A è stata considerata come dovuta a quattro successivi re: Aethelfrith (593-616, edificio A2), Edwin (616-633, edificio A4), Oswald (634-642, edificio A3a) e Oswiu (642-670, edificio A3b).

## Interpretazione del sito
Nell'Alto Medioevo Yeavering faceva parte del regno di Bernicia e secondo Hope-Taylor nel regno la popolazione era distinta in due gruppi etnici: i Romano-Britanni, che costituivano la maggioranza della popolazione, e l'élite anglosassone, giunta dall'Europa continentale e assai inferiore di numero. Inizialmente i gruppi anglosassoni sarebbero stati maggiormente concentrati sulle coste della Bernicia, dove avrebbero intrattenuto commerci e altri contatti con le popolazioni anglosassoni stanziate altrove nella regione: qui i toponimi avrebbero infatti subito un più profondo mutamento. La popolazione romano-britannica sarebbe invece stata maggiore nelle regioni centrali della Bernicia, dove sono stati rinvenuti solo pochi manufatti anglosassoni nelle sepolture altomedievali. Di conseguenza Hope-Taylor ha ipotizzato che i re della Bernicia, nel tentativo di controllare entrambi i gruppi, avessero deciso di creare due sedi reali di governo, una delle quali era a Bamburgh, sulla costa, e l'altra a Yeavering, che si trovava nella zona centrale del loro regno, dominata dai Romano-Britanni.
Il nuovo insediamento anglosassone sarebbe stato fondato a Yeavering a causa dell'importanza del luogo nel precedente periodo romano: tale fondazione sarebbe dunque stata un diretto e voluto riferimento alle tradizionali istituzioni indigene dell'area e sarebbe stata in diretta continuazione di queste. L'area dispone inoltre dei terreni più facilmente coltivabili della regione, rendendola una scelta ideale anche dal punto di vista dell'agricoltura e per l'insediamento di comunità rurali.
Secondo l'ipotesi tradizionale i primi re di Bernicia avevano dominato solo nella loro fortificazione costiera di Bamburg a causa degli aggressivi vicini Britanni, finché il re Aethelfrith (592-616) non riuscì ad imporsi ai Britanni e ad espandere il suo regno. Secondo Hope-Taylor, Yeavering, la cui articolata stratificazione ne suggerisce un lungo utilizzo, dimostrerebbe invece che già ad una data precoce i re di Bernicia avessero espanso i loro interessi nell'interno a partire da Bamburg per mezzo di una pacifica collaborazione con i Britanni. Hope-Taylor interpreta infatti lo stile I delle costruzioni più antiche (edifici con muri di pali e pannelli) come tipicamente britannico, mentre le fasi successive, nello "stile di Yeavering", sarebbero frutto di una mescolanza di tradizioni germaniche continentali con quelle della Britannia romana. 

### Altre interpretazioni
Le interpretazioni della storia del sito elaborate da Hope-Taylor sono basate sulle seguenti considerazioni:
- la sequenza degli edifici di Yeavering mostrerebbe una progressione da uno stile britanno (edifici con muri di pali e pannelli) ad uno stile con muri più solidi delle fasi successive;
- le sepolture mostrano una continuità di rituali dall'età del bronzo fino al VII secolo;
- il grande recinto, rappresenterebbe un collegamento diretto con gli usi del più antico centro tribale di Yeavering Bell.

Roger Miket contestò l'identificazione dello stile I individuato da Hope-Taylor come uno stile di costruzione tipicamente britanno e anche Christopher Scull ritenne che questo stile fosse del tutto simile a quello di molti altri insediamenti anglosassoni in Inghilterra, ribassando la datazione proposta per questi edifici dalla metà alla fine del VII secolo, in un contesto già pienamente anglosassone. Tim Gates ha ipotizzato invece che Yeavering si sarebbe originato come un normale insediamento rurale anglosassone del VI secolo e che solo successivamente si sarebbe sviluppato con caratteristiche reali.
Richard Bradley contestò la continuità delle sepolture ipotizzata da Hope-Taylor, poiché questa ricostruzione si sarebbe basata sul considerare erroneamente equivalenti il "tempo lineare" dell'epoca storica altomedievale e il "tempo rituale" della preistoria. Ha proposto invece l'ipotesi di una "creazione di continuità" e che, cioè i fossati circolari delle tombe preistoriche fossero stati deliberatamente riutilizzati, molto tempo dopo il loro uso originario e non in diretta continuazione di questo, come strategia di una nuova élite per appropriarsi del potere ideologico connesso luoghi di deposizione tradizionali, secondo un modello simile a quello che vedeva le case reali anglosassoni elaborare complicate genealogie che li vedevano discendenti dal dio Odino.
Secondo Hope-Taylor il "grande recinto", interpretato come un recinto per gli animali, sarebbe stato costruito quando il sistema dei campi romano-britannici venne meno. Tim Gates ha invece dimostrato che non era esistito alcun sistema di campi nella zona e che a questo proposito Hope-Taylor si era ingannato, scambiando delle formazioni post-glaciali, visibili sulle foto aeree, con immaginari confini di campi. 
Com O'Brien ha analizzato i collegamenti stratigrafici ed ha evidenziato come la cronologia della costruzione sia molto incerta. È stata avanzata l'ipotesi che il "grande recinto" fosse piuttosto un antico luogo di riunione e che avesse trasmigrato nell'Alto Medioevo la funzione di luogo di assemblee che in origine erano appartenute alla fortificazione di Yeavering Bell, le cui 105 fondazioni di case e i cui stadi di sviluppo sono stati nel frattempo chiaramente definiti. 
Leslie Alcock ha dimostrato che numerosi siti associati con i re di Northumbria nel VII e VIII secolo (e Yeavering tra questi) si fossero sviluppati da precedenti centri difensivi nella zona dell'Inghilterra settentrionale e della Scozia meridionale. Sam Lucyha individuato affinità nelle tradizioni dalla Scozia per le sepolture a Yeavering. Alcuni aspetti di Yeavering sembrerebbero quindi dipendere da modelli settentrionali.
Paul Barnwell ha sviluppato la ricostruzione di Hope-Taylor dell'edificio E come un auditorio e l'idea della sua ascendenza romana; ha inoltre considerato in che modo la struttura potesse essere utilizzata per funzioni amministrative formali, suggerendo che queste pratiche derivassero dal mondo franco. Carolyn Ware si è ugualmente occupata dei modi di utilizzo degli edifici per le sale grandi, attraverso l'esame delle aperture, dei divisori e degli allineamenti visivi tra di esse. Nell'insieme le strutture erano destinate dunque all'autorappresentazione del sovrano ed erano adatti ai comportamenti formali e al cerimoniale.
Com O'Brien aveva indagato come il sito funzionasse in relazione con il suo territorio. La definizione di villa regia che Beda usò per descrivere il sito, suggerirebbe che si trattasse del cuore funzionale di un vasto insieme di terre regie possedute direttamente dal re e il cui surplus di produzione era destinato ad affluire nel centro come risorsa per mantenere il re e il suo seguito nelle sue periodiche visite. Altre proprietà nel territorio, come la vicina Thirlings, il cui insediamento centrale è stato ugualmente indagato erano in relazione di dipendenza con la proprietà centrale, legati ad essa da obbligazioni di servizi, secondo il modello della "proprietà multipla anglosassone".
Non è chiaro come e perché il centro di Yeavering fu abbandonato e sostituito, secondo la testimonianza di Beda, da Maelmin (identificato dalle foto aeree a Milfield, pochi chilometri a nord-est): Rosemary Cramp ha suggerito che quando i re di Northumbria acquisirono una maggiore autorità non ebbero più bisogno di un luogo per assemblee e di un centro di culto situato sulle colline, ma che fosse profondamente legato alla tradizione locale.
Il dati offerti dal sito permettono di meglio conoscere la natura della regalità dell'inizio del regno di Northumbria, nella sua mescolanza di tradizione germanica (la vita di corte è incentrata nelle sale grandi delle residenze), di forme, pratiche e idee provenienti dal mondo romano e franco e di strutture e riti funerari derivati dalla tradizione locale. L'importanza del sito per i re fu quella probabilmente di un luogo di assemblee locali e di un centro di culto collegato con riti e usanze tradizionali e profondamente radicati.

## Indagini archeologiche
All'inizio del XX secolo il sito venne individuato dall'archeologo dell'università di Cambridge e pioniere della fotografia aerea John Kenneth Sinclair St Joseph, nel corso di una campagna di fotografie dall'alto dei forti dell'Inghilterra settentrionale: le fotografie mostrarono visibili le strutture sepolte tramite la diversa crescita dell'avena nei campi, maggiormente evidenziata da un periodo di siccità.
Nel 1951 l'archeologo Brian Hope Taylor esaminò queste foto aeree per tentare di individuare la città reale del VII secolo citata da Beda come Ad Gefrin ed organizzò una campagna di scavi sul sito. Mentre cercava di ottenere i permessi, dal 1952 il sito fu minacciato da attività estrattive che si erano avviate sul suo lato sud-occidentale. I lavori furono fermati da St. Joseph, che era nel frattempo diventato capo ispettore dei monumenti antichi presso il Ministero del lavoro, e gli scavi poterono essere avviati nel 1953. La prima campagna di scavo terminò nel 1957, in quanto il proprietario del terreno non poteva più permettersi di lasciare i campi improduttivi. Una seconda campagna fu condotta negli anni 1960-1962. Altri scavi sono stati condotti a sud della strada nel 1976, individuando forse un'area del sito destinata ad attività produttive metallurgiche.
Il sito è attualmente gestito dal Gefrin Trust che lo ha acquistato nel 2002.